# Acanthocercus phillipsii
Espèce
Synonymes
- Agama phillipsii Boulenger, 1895
- Agama trachypleura Peters, 1982
- Acanthocercus trachypleurus (Peters, 1982)

Acanthocercus phillipsii est une espèce de sauriens de la famille des Agamidae.

## Répartition
Cette espèce se rencontre en Érythrée, en Éthiopie et en Somalie.

## Description
C'est un agame terrestre dont les teintes comprennent diverses nuances de brun.

## Taxinomie
Acanthocercus trachypleurus a été placée en synonymie avec Acanthocercus phillipsii par Largen et Spawls en 2006.

## Étymologie
Cette espèce est nommée en l'honneur d'Ethelbert Lort Phillips.

## Publication originale
- Boulenger, 1895 : On the reptiles and batrachians obtained by Mr. E. Lort-Phillips in Somaliland. Annals and Magazine of Natural History, sér. 6, vol. 16, p. 165-169 (texte intégral).